# Kazuyori Mochizuki
Kazuyori Mochizuki (望月 一頼 Mochizuki Kazuyori?, nacido el 20 de noviembre de 1961 en Shizuoka) es un exfutbolista japonés que se desempeñaba como guardameta y entrenador.

## Clubes

### Como futbolista
| Club                | País  | Año         |
| ------------------- | ----- | ----------- |
| Mazda               | Japón | 1984 - 1988 |
| Sanfrecce Hiroshima | Japón | 1992 - 1994 |

### Como entrenador
| Club                | País  | Año  |
| ------------------- | ----- | ---- |
| Sanfrecce Hiroshima | Japón | 2006 |